# Тутэктон
Тутэкто́н (в переводе с удм. — «дудка»), или туйгумы́ (туй гумы́; с удм. — «медная (латунная) трубка»), — удмуртский духовой музыкальный инструмент, представляющий собой небольшой пастуший рожок.

## Описание
Тутэктон состоит из конусообразной трубки длиной 250—300 мм, которая изготавливается из бересты, жести или меди. В верхнюю часть инструмента вставляется деревянный мундштук. Тутэктон не имеет игровых отверстий, однако встречались инструменты с двумя игровыми отверстиями. Играют на тутэктоне путём вдувания воздуха в инструмент; он имеет сильный, немного резкий звук.

## Изготовление
Жестяной или медный тутэктон изготовляли в кузнице: под воздействием огня металл свёртывали в трубку конусообразной формы. Мундштук выполнялся из деревянной катушки для ниток: одна её половина срезалась, а на другую натягивалась резинка, которая закреплялась нитками. Между катушкой и резинкой вставлялась ржаная солома или спички, соответствующие ширине резинки.
Более поздние варианты тутэктона изготавливали из стеклянных бутылок. Для этого дно бутылки обматывали ниткой, после чего нагревали зажжённой спичкой. Через несколько минут опускали в холодную воду, отчего дно отпадало по линии натянутой нити и получалась своеобразная трубка.
Помимо традиционных видов исполнения тутэктона в народной практике зафиксированы также деревянные и камышовые дудочки с язычком из соломы. Первое описание таких инструментов в литературе составил марийский музыковед-фольклорист Яков Андреевич Эшпай после своей экспедиции 1937 года.

## Использование
Тутэктон выполнял в основном коммуникативную функцию: с его помощью подавали сигналы о времени выгона и возвращения скота, использовали для управления стадом в поле. Не исключено, что пастухи подобным образом передавали друг другу определённую информацию.
Тутэктон бытовал также в качестве аккомпанирующего, реже — сольного инструмента в удмуртских вокально-инструментальных ансамблях.
В настоящее время инструмент вышел из употребления.